# Takumi Murakami
Takumi Murakami (japanisch 村上 巧 Murakami Takumi; * 12. September 1989 in der Präfektur Kanagawa) ist ein ehemaliger japanischer Fußballspieler.

## Karriere
Murakami erlernte das Fußballspielen in der Schulmannschaft der Toko Gakuen High School und der Universitätsmannschaft der Ritsumeikan-Universität. Seinen ersten Vertrag unterschrieb er 2012 beim Ehime FC. Der Verein aus Matsuyama spielte in der zweithöchsten Liga des Landes, der J2 League. Für Ehime absolvierte er 101 Ligaspiele. 2016 wechselte er in die Präfektur Kumamoto zum Ligakonkurrenten Roasso Kumamoto. Am Ende der Saison 2018 stieg der Verein in die dritte Liga ab. Für den Verein absolvierte er 60 Ligaspiele. Die Saison 2020 stand er beim Regionallisten Ococias Kyoto AC in Kyōto unter Vertrag. Mit Kyōto spielte er in der Kansai Soccer League (Div.1). Im Februar 2021 wechselte er nach Kusatsu zum Viertligisten Mio Biwako Shiga. Nach zwei Spielzeiten, in denen er 58 Ligaspiele bestritt, beendete er nach der Saison 2022 seine Karriere als Fußballspieler.